# Хусейн бін Талал
Хусейн І бін Талал (араб. الحسين بن طلال, трансліт. Al-Ḥusayn bin Ṭalāl; 14 листопада 1935 — 7 лютого 1999) — король Йорданії (11 серпня 1952-6 лютого 1999). Син короля Талала І, онук короля Абдалли І.

## Життєпис

### Ранні роки
Хусейн народився в Аммані 14 листопада 1935 року, в родині принца Талаля і Зейни аль-Шараф. Він був найстаршим із дітей Талаля, згодом мав трьох братів і двох сестер: Асмі, Мухаммеда, Хасана, Мухсина і Басму.
Своє ім'я Хусейн отримав на честь прадіда Хусейна бін Алі аль-Хашимі, шаріфа Мекки, лідера арабського повстання 1916 р. проти Османської імперії.
Згідно з генеалогією Хашимітів Хусейн є прямим нащадком пророка Мухаммеда у 40-му поколінні через його дочку Фатіму, дружину четвертого халіфа, Алі. Рід Хусейна, Хашиміти, правив Меккою понад 700 років до її завоювання Саудитами у 1925 році і Йорданією з 1921 року. Хашиміти є найдавнішою чинною династією в мусульманському світі, і другою найдавнішою чинною династією у світі (після Імператорського дому Японії).
Принц отримав початкову освіту в Аммані, продовжив двома роками навчання у Коледжі Вікторії в Александрії, Єгипет, престижній англійській школі, із поєднанням викладання англійської та арабської.
Паралельно отримав додатковий курс арабської та релігії. Під час навчання Хусейн потоваришував зі своїм далеким родичем, Заїдом бін Шакером, майбутнім прем'єр-міністром і військовим діячем. Серед його численних друзів по коледжу — ще один майбутній прем'єр і дипломат Заїд аль-Ріфаї, а також майбутня дружина Алія Тукан.
Коледж Вікторія Хусейн закінчив відмінно, із медаллю, за що отримав від діда нагороду: почесне звання капітана Арабського легіону.
Під час канікул і у вільний час Хусейн проводив багато часу із дідом, Абдаллою I. Король Абдалла побачив у онука якості, яких не знаходив у синах, і присвятив багато часу вихованню і навчанню Хусейна, як людини, лідера і державного діяча.
Далі принц, так само, як його батько, навчався у школі Герроу в Великій Британії, потім у Королівській військовій академії в Сандгерсті.
В цей час він подружився зі своїм кузеном королем Іраку Фейсалом II, що так само навчався у Герроу.
Після закінчення Арабо-ізраїльської війни 1948—1949 років король Абдалла I вів таємні переговори з Ізраїлем стосовно встановлення миру, хоча такі його прагнення й мали на Близькому Сході багато жорстких супротивників. Позиція Абдалли була наступною
Я бажаю миру не тому, що я став сіоністом або піклуюся про добробут Ізраїлю, але тому що це відповідає інтересам мого народу. Я переконаний, якщо ми не укладемо з вами мир, нас чекає ще одна війна, та ще одна війна, та ще одна війна, і ми програємо всі ці війни, отже, найвищий інтерес арабської нації полягає в мирі з вами
Оригінальний текст (англ.)
[I want peace not because I have become a Zionist or care for Israel's welfare, but because it is in interest of my people. I am convinced that if we don't make peace with you, there will be another war, and another war, and another war, and another war, and we shall lose all these wars. Hence it is the supreme interest of the Arab nation to make peace with you.] Помилка: [undefined] Помилка: {{Lang}}: немає тексту (допомога): текст вже має курсивний шрифт (допомога)— Абдалла I бін аль-Хусейн
20 липня 1951 року Хусейн разом із своїм дідом відвідав Єрусалим для п'ятничної молитви в мечеті Аль-Акса у Старому місті Єрусалиму. На порозі мечеті палестинський вбивця відкрив вогонь по Абдаллі та його онуку. Король помер на місці, а Хусейн дивом залишився живим, куля поцілила у орден Зірки, яким нагородив його дід.

### Становлення
Талал, найстарший син і спадкоємець Абдалли I був проголошений королем Йорданії 5 вересня 1951 року, а вже 9 вересня Талал призначив свого 16-річного сина Хусейна кронпринцом і спадкоємцем престолу. Після нетривалого правління парламент змусив короля Талала відмовитися від трону у зв'язку з хворобою (в нього діагностували шизофренію). За тринадцять місяців на троні батько Хусейна запровадив сучасну, досить ліберальну конституцію 1952 року, чинну до сьогодні. 11 серпня 1952 року, за три місяці до свого 17-річчя Хусейн був проголошений королем. Регентська рада, що складалася з прем'єр-міністра та голов сенату й палати представників, призначалася керувати країною, поки король не досяг 18 років. Тим часом Хусейн подовжив навчання в Королівській військовій академії Сандгерст. 2 травня 1953 року він зійшов на трон, того ж дня свої конституційні повноваження короля Іраку прийняв його кузен Фейсал II. Фейсал був однолітком Хусейна і до його повноліття хашимітський Ірак перебував під керівництвом регента.

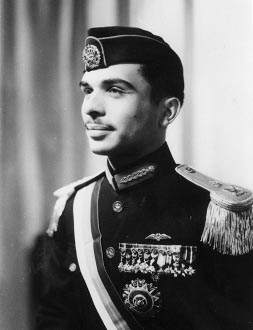
Король Хусейн. 1953 р.

Разом з Йорданією Хусейн успадкував Західний берег річки Йордан, захоплений Йорданією під час арабо-ізраїльської війни 1948 року і анексований 1950 року. Саме з часу анексії країна перейменувалася з Трансйорданії на Йорданію. Йорданія була бідною на природні ресурси і мала велике палестинське населення: внаслідок анексії Західного берега дві третини населення складали палестинці і тільки одну — йорданці. Перший призначений Хусейном прем'єр-міністр Фавзі Мулькі запровадив свободу преси та інші ліберальні реформи, що одразу призвело до заворушень, опозиційні групи розпочали пропагандистську кампанію проти монархії.
Палестинські бойовики-фідаїни здійснювали напади на Ізраїль, найчастіше з Західного берега, викликаючи жорстокі рейди помсти у відповідь. Така ситуація була важкою проблемою для йорданської держави протягом 1950-х років. Так, 14 жовтня 1953 року, у відповідь на скоєний напередодні теракт в містечку Єхуд, під час якого були вбиті жінка і двоє маленьких дітей, 101-й підрозділ Аріеля Шарона здійснив атаку на село Кібія на Західному березі. Ізраїльтянам не було достеменно відомо, чи був теракт в Єхуді справою мешканців Кібії, але Кібія, за їхньою інформацією, була терористичною базою. Ця репресивна операція, відома як «різанина в Кібії», що мала на меті підрив декількох десятків порожніх будинків, насправді призвела до загибелі 69 цивільних осіб. Інцидент викликав нову хвилю антиурядових протестів і заворушень в Йорданії, і в травні 1954 р. Хусейн звільнив Мулькі з посади і призначив стійкого рояліста Тавфіка Абу аль-Худа. Новий прем'єр намагався зміцнити владу короля Хусейна через парламентські вибори, користуючись слабким розвитком політичних партій в країні. Його звинуватили у шахрайстві на парламентських виборах в жовтні 1954 р. і під час розслідування, 1 липня 1956 року, він вчинив самогубство.

### Багдадський пакт
Багдадський пакт 1955 року був спробою Заходу сформувати близькосхідний альянс для боротьби проти радянського впливу. Учасниками пакту були Туреччина, Ірак, Іран та Пакистан. Йорданія, під тиском Великої Британії, також мала приєднатися до альянсу. Проте насерізм — популістична панарабська ідеологія — охопив арабський світ у 1950-х роках. Йорданія не стала винятком, вплив Насера в Йорданії був настільки сильним, що пропозиція про приєднання до пакту викликала найсильніші бунти з початку правління Хусейна. Чотири міністри-палестинці подали у відставку, спровокувавши політичну кризу і розпуск уряду Саїда аль-Муфті, що вів переговори про вступ до пакту. Арабський легіон відправили на вулиці для відновлення порядку, була запроваджена комендантська година, але напруженість не вщухала протягом усього 1955 року, змінилося троє прем'єр-міністрів, навіть оголошення дострокових парламентських виборів викликало лише посилення бунту. Місцеві заворушення підживлювала пропаганда єгипетських радіостанцій, вони стверджували, що Ізраїль також приєднається до пакту, і жодні урядові спростування не бралися йорданцями до уваги. Ситуація заспокоїлася лише тоді, коли новий призначений Хусейном прем'єр-міністр Ібрагім Хашем пообіцяв не приєднуватися до Багдадського пакту.
Загрози країні виникали одна за одною. У січні 1956 року Саудівська Аравія зосередила на кордоні збройні сили, погрожуючи йорданському портові на узбережжі Акабської затоки. Лише після попередження британського посла, що Британія захистить Йорданію в разі нападу, саудівські війська були відведені.

### Усунення Глабб-паші
Панівна в арабському світі націоналістична тенденція і залежність Йорданії від британської допомоги вступили у жорстке протиріччя. Британські дотації в Йорданії йшли безпосередньо Арабському легіону, який з 30-х років очолював генерал Джон Глабб. В країні казали, що Глабб-паша керує Арабським легіоном, а Арабський легіон керує Йорданією. Непорозуміння між Глаббом і Хусейном виявилися ще 1952 року. Проблема полягала не тільки в різному у віці, хоча й вона не додавала порозуміння між 21-річним королем і шестидесятирічним англійцем. Хусейн і Глабб категорично не сходилися в двох фундаментальних питаннях: ролі арабських офіцерів в Арабському легіоні і стратегії оборони Західного берега. Але Глабб був господарем становища, він навіть не консультувався з прийнятих рішень, не кажучи про покору. Хусейн не бажав виглядати маріонеткою Глабб-паші і британського Міністерства закордонних справ, але його реальні можливості цілком залежали від лояльності армії. Він усвідомлював, що в йорданських очах Легіон був знаряддям війни з Ізраїлем, а для британського військового відомства він був частиною оборони Заходу проти СРСР. Отже, усунення Глабба мало продемонструвати арабському світу антиімперіалізм влади і її дистанціювання від Британії, зміцнити контроль короля над армією, отримати доступ до чималих коштів: 12 мільйонів фунтів щорічної британської субсидії, що замість йорданської скарбниці в Аммані надходили на спеціальний рахунок легіона в Оттоманському банку. Під час візиту в Лондон в жовтні 1955 року Хусейн намагався попередити чиновників міністерства закордонних справ про необхідність внесення змін до командування Арабським легіоном, але його не сприйняли серйозно. Вибуху, який стався чотири місяці по тому, можливо було уникнути, якби британські посадовці прислухалися до Хусейна.

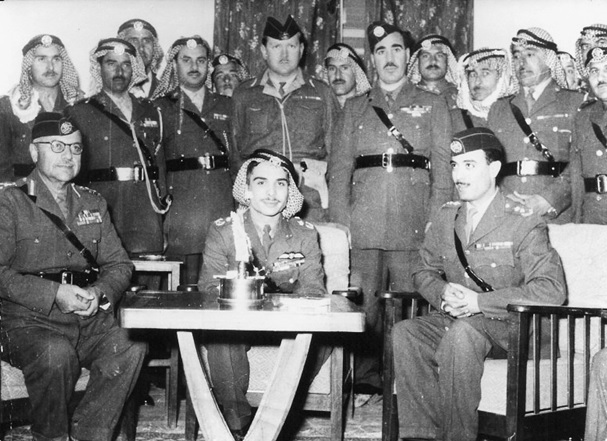
Джон Глабб, король Хусейн і його особистий помічник Абу Нувар

Під впливом єгипетської революції в Легіоні виникла спілка «Вільних офіцерів». Молоді, амбітні й політично свідомі йорданські офіцери заздрили британському контролю над армією і обурювалися жадібності старших командирів. Разом із широким політичним протестом на вулицях ситуація стала вибухонебезпечною. Хусейн зрозумів, що, якщо він не очолить націоналістичний рух, повалення монархії стане невідворотнім — приклад революції в Єгипті був наочним. Він таємно домовився з «Вільними офіцерами» здійснити переворот в Арабському легіоні з метою усунення Глабба. Існувала реальна небезпека, що Глабб, за допомогою лояльних особисто йому бедуїнських частин, може вчинити опір і відновити свої позиції. Були прийняті запобіжні заходи: будинок Глабба був оточений бронеавтомобілями, його телефонна лінія була відрізана, окремий підрозділ був розміщений на шляху до аеропорту. Британські офіцери були заблоковані в їхніх квартирах і їхні телефонні лінії також були розірвані. 1 березня 1956 р. Хусейн стрімко звільнив Глабба та старших британських офіцерів Арабського легіону. Рішучі дії Хусейна поклали початок створенню справді йорданських Збройних сил. Цей крок був із захопленням зустрінутий всередині країни і поліпшив стосунки з зовнішнім арабським світом.

### Суецька криза
29 жовтня 1956 року почалася активна фаза Суецької кризи, військове вторгнення Англії, Франції та Ізраїлю до Єгипту. За день до цього Єгипет, Сирія та Йорданія склали пакт про спільну оборону. Йорданія відмовила Британії в користуванні військовими аеродромами і базами, розірвала дипломатичні стосунки із Францією. Хусейн запровадив надзвичайний стан, оголосив загальну мобілізацію для захисту від ізраїльської агресії, демонструючи загальноарабську солідарність і погодився з проханням єгипетського начальника генерального штабу про підтримку. З цією метою Хусейн доручив йорданському начальнику штаба Алі Абу Нувару негайно розпочати операцію «Бейсан», яка передбачала бронетанкове вторгнення Йорданії та Сирії до прибережної рівнини Ізраїлю. Насправді загрози для Йорданії не було, Британія заздалегідь обумовила з Ізраїлем недоторканність Йорданії під час конфлікту. Абу Нувар вважав операцію «Бейсан» ризикованою і запропонував королю зачекати погодження дій із Сирією. Наміри Хусейна допомогти Єгипту були дещо послаблені оцінкою Абу Нувара, але він змирився лише після того, як Гамаль Абдель Насер застеріг його не ризикувати втратити йорданську армію. Крім того, Хусейн зажадав від Сирії, Саудівської Аравії та Іраку відправити війська до Йорданії, аби запобігти потенційному вторгненню в країну тристоронніх сил союзників. Ірак надав згоду, але прем'єр Набулсі, скориставшись прерогативою голови уряду, заблокував розгортання іракських військ і змусив вивести їх на підставі членства Іраку у Багдадському пакті і союзу з Великою Британією.

### «Ліберальний експеримент»

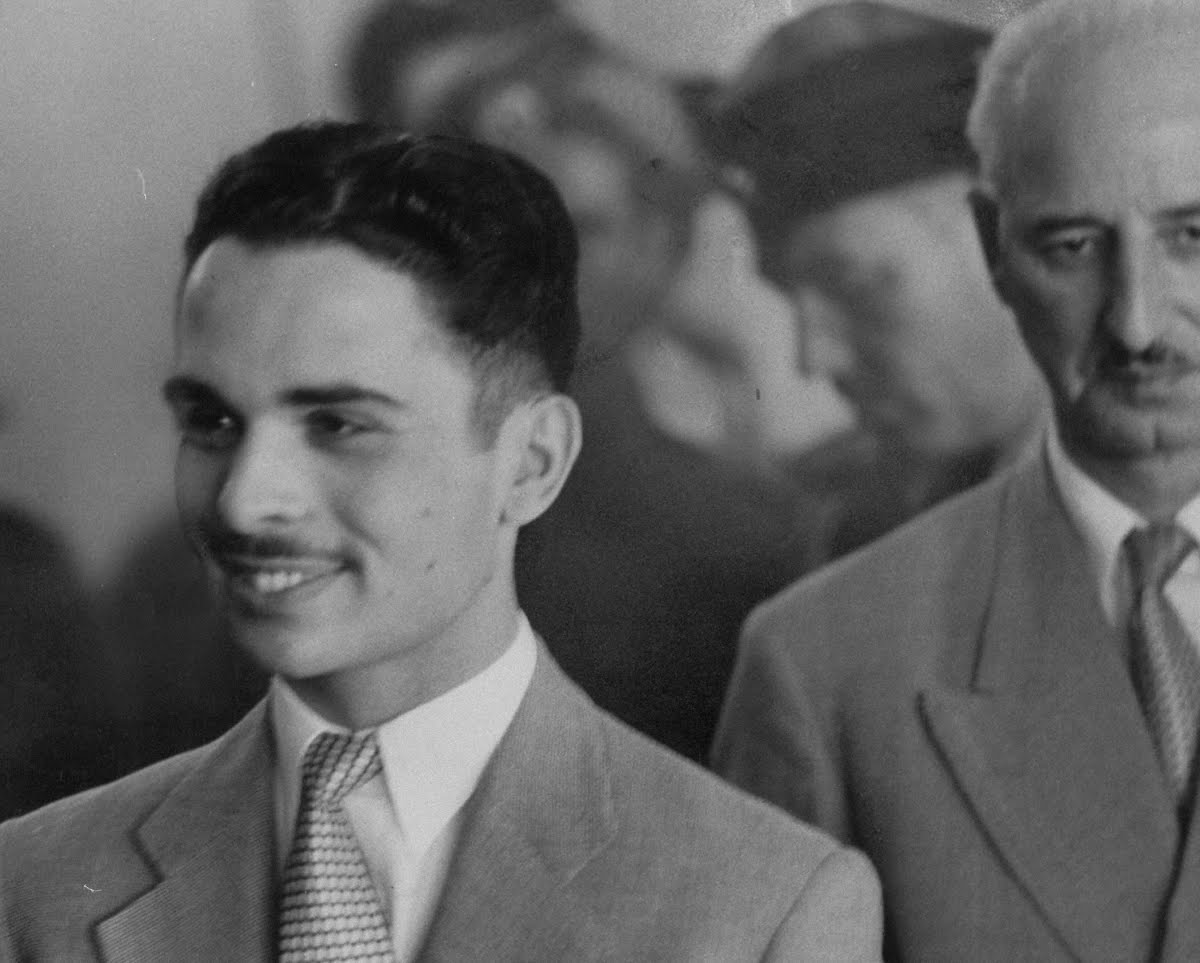
Король Хусейн і прем'єр Сулейман Набулсі

Парламентські вибори 21 жовтня 1956 року в Йорданії продемонстрували значну перемогу арабських націоналістів та лівих партій. Націонал-соціалістична партія (НСП) отримала 11 з 40 місць у Палаті представників і Хусейн доручив її лідеру Сулейману Набулсі формувати уряд. Він назвав це «ліберальним експериментом», аби побачити, наскільки йорданці готові взяти на себе відповідальність. Лівий уряд Набулсі мав докорінні розбіжності з королем Хусейном по низці важливих політичних питань: щодо доктрини Ейзенхауера, необхідності боротьби з комуністичною партією та засобами масової інформації, які вона контролювала і підтримки режиму Насера. Насер мав широку підтримку арабської громадськості після отримання радянської зброї, його популярність в Йорданії збільшилася після націоналізації Суецького каналу в липні 1956 року, ці дії розглядалися як потужний спротив західному імперіалізму і прибічники лівих опозиційних партій Йордані схилялися до Насера. Новий прем'єр-міністр націонал-соціалістичного уряду більше ототожнював себе з єгипетським президентом Гамалем Абдель Насером ніж з королем Хусейном. Напружені відносини між Хусейном та урядом досягли свого максимуму в квітні 1957 року, коли уряд Набулсі виступив з вимогою встановити дипломатичні відносини з Радянським Союзом. Три дні по тому Хусейн відмовився погодити список високопосадовців-роялістів, яких Набулсі вимагав звільнити. Розбіжності між монархією та лівим урядом завершилися в квітні 1957 р. відставкою Набулсі.

### Абу Нувар і повстання в казармах Зарка
Офіцер Арабського легіону Алі Абу Нувар був другом і радником Хусейна, що мав на короля великий вплив. Назначений всупереч британській протидії особистим секретарем, Абу Нувар був ланкою, що пов'язувала Хусейна з «Вільними офіцерами», учасником усунення Глабб-паші, провідником панарабських і антиімперіалістичних ідей Насера. 1956 року він отримав звання генерал-полковника і очолив Генеральний штаб. На посаді начальника штабу протидіяв пробританським іракським хашимітським правителям (родичам Хусейна), в Арабському легіоні робив ставку на палестинців і звільнив кілька впливових бедуїнських офіцерів-роялістів.

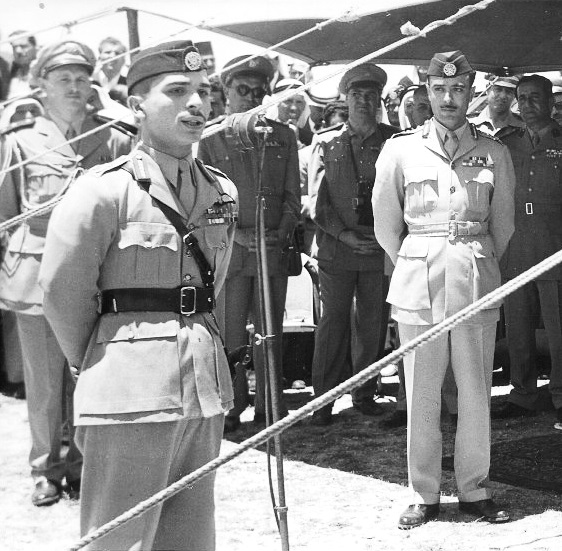
Король Хусейн в присутності Абу Нувара звертається до військ. 1956.

У березні 1957 р. Йорданія погодила з Британією скасування англо-йорданського договору. Відмова від британських субсидій потребувала нових джерел і Хусейн одразу почав пошук фінансової допомоги. 19 січня 1957 року Йорданія підписала Акт арабської солідарності з Саудівською Аравією, Єгиптом та Сирією, який передбачав надання фінансової допомоги цими країнами. Проте неможливість або небажання Єгипту та Сирії субсидіювати йорданську армію коштом бюджету власних армій перешкоджав здійсненню Акта. Начальник генерального штабу Абу Нувар звернувся із проханням про фінансову допомогу до посла Сполучених Штатів, але у дивній формі: хоча він визнає комуністичну загрозу, але вимагає додаткової допомоги США, у іншому випадку він звернеться до СРСР.  Посол Л.Меллорі відзначив, що під час бесіди Абу Нувар поглядами перевищив Насера. До того ж Абу Нувар невпинно втрачав довіру Хусейна через невдоволення ним серед офіцерства та негативні наслідки його ворожнечі з основними західними союзниками Йорданії, Великою Британією та США. Останніх Хусейн розглядав як альтернативу фінансової підтримки Йорданії замість свого розчарування в Акті Солідарності.
Напередодні відставки уряду Набулсі на вулицях Амману знов почалися заворушення. На тлі росту чергового напруженості 13 квітня сталася одна з найбільш заплутаних подій йорданської кризи. Підрозділи 1-ї бронетанкової бригади під командуванням капітана Надхіра Рашида здійснили маневр під назвою «Операція Хашем»: оточили палац королеви Зейн та інші ключові точки, блокували головні перехрестя Аммана. Цей крок викликав підозри Хусейна і спонукав його наказати Абу Нувару негайно припинити блокування, що той і зробив. Хусейн вважав ці рухи підготовкою до перевороту, він мав інформацію, що Надхір Рашид і Маан Абу Нувар (родич Абу Нувара) мали наказ осадити королівський палац в Аммані і заарештувати Хусейна. В цей час 1-й піхотний полк, який складався з бедуїнів і був беззаперечно відданий королю, мав без боєприпасів брати участь у навчальних заходах у пустелі, аби запобігти його використання проти заколотників. Абу Нувар прагнув послабити занепокоєння Хусейна, він наполягав, що то були рутинні військові навчання, які неодноразово проводилися в попередні роки для спостереження за рухом у місті та за його межами, а Надхір Рашид пізніше стверджував, що його дії були частиною ширшого плану, що був розроблений на випадок надзвичайних ситуацій для пересування військ на Західний берег у разі вторгнення Ізраїлю. Якою б не була фактична причина маневрів, вона підвищила підозри Хусейна про переворот Абу Нувара та арабських націоналістів, щодо наближення якого його попереджували ветерани-роялісти Бахджат аль-Талхуні та дядько короля Шаріф Хусейн бін Насер.
13 квітня у військових казармах міста Зарка, де була найбільша концентрація військ в країні, почалися зіткнення між палестинськими підрозділами, вірними Абу Нувару, та бедуїнськими підрозділами, лояльними Хусейну. Існує два погляди на цей інцидент, відомий як «повстання у Зарка»: перший — версія Хусейна та західних істориків, а інший — політичних дисидентів та арабської преси.
За офіційною версією ці події були заколотом Абу Нувара та «Вільних офіцерів», що був придушений лояльними до короля бедуїнами. Хусейн разом з Абу Нуваром прибув у Зарку, коли отримав повідомлення вірних офіцерів про зіткнення, спровоковані чутками про смерть короля. Тільки фізична присутність Хусейна припинила бойові дії. Численні представники «Вільних офіцерів» були оточені та заарештовані лояльними офіцерами-бедуїнами. Хусейн на свій ризик особисто втрутився в середину зіткнень і був підтриманий прихильниками, які скандували «Смерть Абу Нувару і всім зрадникам!» Абу Нувар залишався в машині, боячись за своє життя. Він просив Хусейна захистити його і отримав дозвіл повернутися в Амман. До вечора Абу Нувар переконав Хусейна надати йому з родиною можливість виїхати з країни, а вранці 14 квітня він офіційно пішов у відставку і рушив у Дамаск.
Згідно з іншими версіями, інцидент в казармах у Зарці був організований Абу Нуваром за вказівкою короля Хусейна, який діяв у змові з іноземними спецслужбами і мав на меті контрпереворот проти панарабського руху в Йорданії. Або затримання Абу Нувара і наступні арешти йорданських військових і політиків були частиною інтриги самого йорданського монарха, націленої проти найбільш радикальних елементів у йорданській еліті. Сам Абу Нувар завжди стверджував, що не брав участі ні в яких змовах, а був дискредитований своїми політичними суперниками.
Король Хусейн ввів у країні воєнний стан, розформував ті військові підрозділи, в яких більшість мали палестинці, розпустив парламент, профспілки, започаткував сувору цензуру в засобах масової інформації. Рух у бік зближення з Єгиптом і Сирією, розпочатий урядом Набулсі, було зупинено. Офіцери-заколотники, які також виїхали до Сирії і мали можливість пропагувати проти йорданської монархії, були засуджені до 15 років заочно, але згодом були помилувані Хусейном у 1964 році під час його примирення з опозицією і отримали високі посади в уряді. Хоча згодом умови воєнного стану дещо послабшали, дії Хусейна майже на три десятиріччя значно обмежили конституційну демократію, яка існувала в Йорданії в середині 1950-х років.
Хусейн оголосив боротьбу з «міжнародним комунізмом» і, згідно із доктриною Ейзенхауера, запросив допомогу у Сполучених Штатів. США, відповідно, таку допомогу надали негайно: 10 млн доларів з фонду взаємної безпеки у квітні 1957 р., по 10 млн доларів військової і економічної допомоги у червні, розгорнули біля східного узбережжя Середземного моря авіаносець Lake Champlain, лінкор Wisconsin і 12 кораблів супроводу, з можливістю забезпечення парашутного десанту в Амман. Окрім того, США попередили Ізраїль про неможливість дій, які могли б дестабілізувати становище в Йорданії, і закликали Саудівську Аравію допомогти Хусейну. З 1957 р. також почалася активна співпраця йорданського монарха з ЦРУ. За даними, розкритим в 70-ті роки, Хусейн отримав від цього відомства у наступні два десятиріччя кілька мільйонів доларів.

### Криза 1958 року

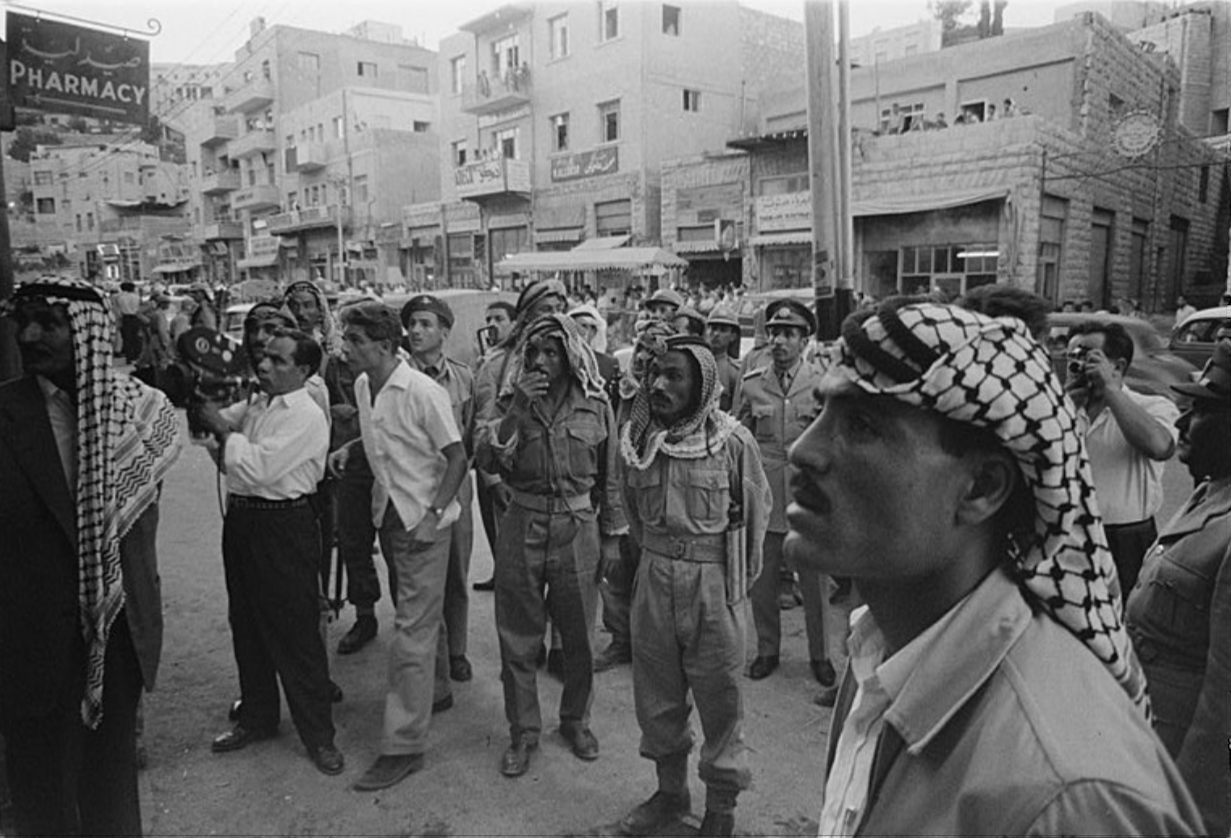
Мешканці Амману читають повідомлення про смерть короля Фейсала

1 лютого 1958 року Єгипет і Сирія оголосили про своє об'єднання у Об'єднану Арабську Республіку (ОАР). Цей крок став каталізатором низки подій, кульмінацією яких була революція в Іраку.
Приклад ОАР з об'єднання арабських країн викликав значний підйом панарабського руху в Іраку та Йорданії. 14 лютого Йорданія та сусідній Хашимітський Ірак у відповідь на створення ОАР сформували Арабську федерацію. 27 лютого Насер започаткував пропагандистську війну ОАР проти Арабської федерації у своїй промові в Дамаску. Федерація за його словами, була створена «на догоду імперіалістичним хазяям і долару».
Цю тезу підхопили і щоденно повторювали Радіо Каїр і Радіо Дамаск, які, хоча й були нелегальними в Йорданії, мали в ній чимало слухачів. Арабська федерація була в країні непопулярною, особливо серед палестинців, в ній вбачали крок до Багдадського пакту.
Навесні 1958 року за підтримки сирійських і єгипетських спецслужб йорданська опозиція організувала серію вибухів в урядових будівлях і установах, була підірвана машина помічника військового аташе США в Аммані. У червні 1958 р. британський комітет начальників штабів оцінив ситуацію в Йорданії як «надзвичайну». Був розроблений план перекидання в Йорданію батальйону парашутистів з британської військової бази на Кіпрі для забезпечення евакуації короля Хусейна. Обмеженість цілей цього плану обумовлювалася розумінням британцями неможливості збереження при владі королівського режиму в Аммані без підтримки США в разі виникнення серйозних заворушень в Йорданії.
На початку липня 1958 року британська розвідка попередила короля Хусейна про існування змови проти нього. 

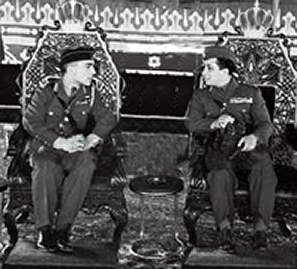
Молодий Хусейн з королем Іраку Фейсалом II

 Центральною фігурою в цій змові був полковник йорданської армії Махмуд аль-Русан, пов'язаний з міністром внутрішніх справ Сирії Абделем Хамідом Сарраджем. Згідно з цією інформації, в середині липня мав відбутися замах на короля Йорданії під час одного з його виступів на публіці.
Одночасно мав бути організований замах і на іншого представника Хашимітської династії — Фейсала II. Хусейн інформував іракського монарха про загрозу йому і попросив військової допомоги у Багдада для боротьби з змовниками. Іракський прем'єр Нурі аль-Саїд пообіцяв надати для захисту 20-ту піхотну бригаду під командуванням полковника Абдель Керіма Касема. Шлях цієї бригади в Йорданію повинен був пройти повз іракську столицю.
Вранці 15 липня Хусейн отримав звістку, що король Фейсал і вся його родина, а також принц Абдель Іллах і прем'єр аль-Саїд загинули. Сулейман Тукан, Ібрагім Хашім, Халусі аль-Хайрі разом з іншими йорданським високопосадовцями, що працювали над щойно створеною федерацією в Багдаді, заарештовані. Згодом Хашім і Тукан були розстріляні.
Абдель Керім Касем був одним з лідерів підпільної організації «Вільні офіцери», яка мала на меті повалення монархічного режиму в Іраку і проведення соціальних і економічних реформ в країні. Скориставшись можливістю опинитися в Багдаді разом з підлеглою йому 20-ю бригадою, Касем вранці 14 липня 1958 р. здійснив державний переворот, згодом названий Революція 14 липня.
Для арабського світу насильницький кінець монархічного режиму в Іраці усунув одну з головних перешкод на шляху до повної арабської єдності під керівництвом президента Насера. Все, що лишилося подолати, це Ліван та Йорданія. У Лівані на ґрунті конфлікту між християнами та мусульманами вже йшла громадянська війна. Мусульмани бачили Ліван третьою провінцією ОАР. Сирія спонсорувала арабський націоналістичний рух у Лівані проти прозахідного президента Каміля Шамуна. Йорданія опинилась в ізоляції. В день, коли іракська монархія впала, мало хто в арабському світі вважав, що хашимітський режим в Аммані протримається впродовж декількох днів або, щонайбільше, тижнів.

### Операція «Фортитьюд»
Докладніше: Операція «Фортитьюд»
Революція в Іраку найсерйознішим чином вплинула на розвиток ситуації на Близькому Сході. США і Британія не мали достеменної інформації щодо ініціаторів державного перевороту в Багдаді та їхні плани і підозрювали, що за подіями в Іраку стояли спецслужби Радянського Союзу або ОАР. В тому і в іншому випадку під загрозою могли виявитися основні стратегічні і економічні інтереси західних держав на Близькому Сході, що вимагало енергійного втручання провідних країн НАТО в справи регіону.
Здійснення спільної англо-американської військової операції, враховуючи недавню участь Великої Британії в агресії проти Єгипту, врешті було визнано американським керівництвом небажаним. Ще одною причиною відмови від спільної військової операції стала поява розбіжностей між Вашингтоном і Лондоном з приводу масштабу цієї операції. Велика Британія наполягала на відрядженні військ провідних країн НАТО не тільки в Ліван, але і в Йорданію, що мало опір з боку Сполучених Штатів.
Йорданія займала особливе місце в британській політиці на Близькому і Середньому Сході. Велика Британія відіграла ключову роль в створенні спочатку Трансйорданії після Першої світової війни, а потім і Хашимітського королівства Йорданії після Другої світової війни. Від стійкості позицій Великої Британії в Йорданії залежало вирішення головного завдання британської політики в регіоні — підтримка постійного доступу до нафтоносного району Перської затоки. Король Йорданії Хусейн, так само як і ліванський президент Каміль Шамун, вважався в Лондоні одним з найвідданіших союзників Заходу.
Внаслідок ситуації, що склалася, США самостійно, без залучення Британії, здійснили висадку десанту в Лівані 15 липня 1958 року. Британське керівництво вважало, що саме Йорданія повинна бути в центрі військової допомоги країн НАТО, і тому вирішило перекинути до Йорданії свої війська, але масштаб операції залежав від допомоги США. У Вашингтоні мали серйозні сумніви в здатності короля Хусейна утримати владу в своїй країні. Падіння монархії в Аммані і розвал Йорданії вважалися в Вашингтоні лише питанням часу. Але розпад Йорданії, як побоювалися Сполучені Штати, міг привести до окупації Ізраїлем Західного берега р. Йордан, анексованого Хашимітським королівством після першої арабо-ізраїльської війни 1948—1949 рр., і, наступним кроком, до нової арабо-ізраїльської війни. Тому США вирішили надати матеріально-технічну підтримку самостійній британської операції в Йорданії.
17 липня 1958 року Велика Британія перекинула в Йорданію зі своєї бази на Кіпрі близько 4 тис. солдатів 16-ї парашутно-десантної бригади. Повірений у справах Великої Британії в Йорданії Гіт Мейсон на зустрічі з королем Хусейном попередив йорданського монарха, що цей військовий десант не призначений для нападу на Ірак, не братиме участі в розгоні антиурядових сил, і єдиною його метою є охорона амманського аеропорту і королівського палацу.
Британський десант продемонстрував підтримку короля Хусейна, привернув увагу світової спільноти і допоміг стабілізувати ситуацію в Йорданії. Одночасно з британською військовою присутністю в Йорданії, в ООН відбувалися дебати щодо можливостей послаблення напруженості в країні, які завершилися створенням спеціального представництва Генерального секретаря ООН в Йорданії. 25 жовтня 1958 року британський десант почав евакуацію, а вже 1 грудня 1958 року король Хусейн скасував в країні надзвичайний стан.

### Замахи на вбивство

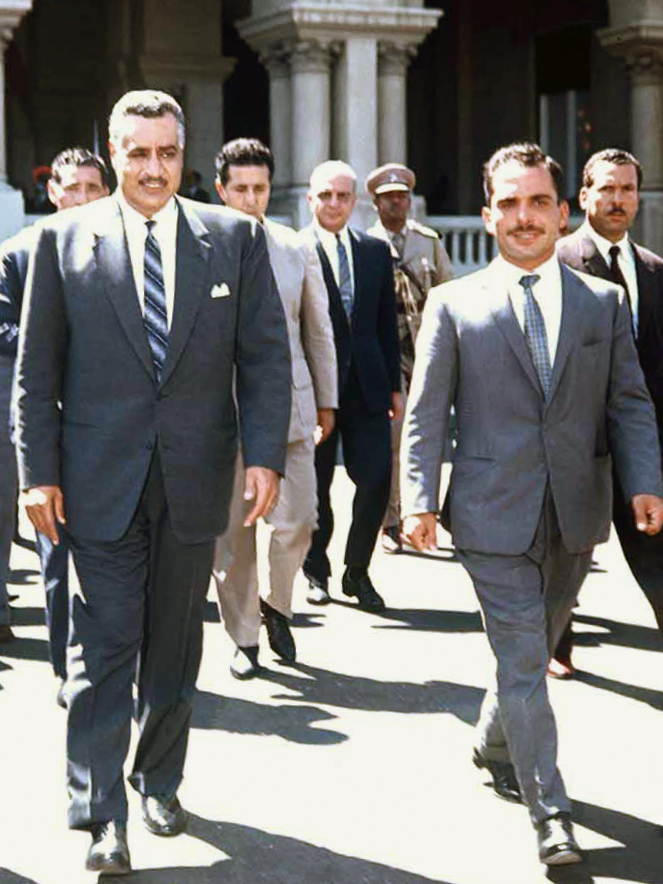
Король Хусейн та президент Єгипту Гамаль Абдель Насер на саміті Ліги арабських держав. 11 вересня 1964 року

1959 року Хусейн доручив Хаззі аль-Маджалі формування уряду. Уряд складався з роялістів, які підбурювали Хусейна напасти на Ірак для відновлення хашимітської монархії. Експедицію було скасовано завдяки британській опозиції та слабкості йорданських військово-повітряних сил. Агенти ОАР вбили прем'єр-міністра аль-Маджалі бомбою, підкладеною в його кабінеті. Через двадцять хвилин стався другий вибух, призначений для Хусейна, котрий мав прибігти на місце події. Хусейн дійсно з'явився на місці теракту, але кількома хвилинами пізніше, ніж очікували вбивці. Двоюрідний брат вбитого прем'єра, начальник штабу армії, переконав Хусейна відплатити Сирії. З цією метою за наказом короля на півночі країни підготували три бригади, але об'єднаний тиск з боку Сполучених Штатів та Британії змусив відмовитися від цієї авантюри.
Єгипетські радіостанції оголосили Хусейна «Юдою арабів». Було скоєно ще низку замахів на його вбивство: заміна крапель для носа сильною кислотою, спроба отруїти короля через королівського кухаря. Тільки після успішного державного перевороту в Сирії, що знищив сирійський режим 28 вересня 1961 року і призвів до розпаду ОАР, спроби вбити короля вщухли. Коли ситуація в Йорданії заспокоїлася, король виступив з гаслом «Побудуємо цю країну, щоб служити своєму народу». Але критики вважали гасло звичайними словами, оскільки вважали, що Хусейн мало цікавився економічною ситуацією країни, на відміну від військових та зовнішньополітичних аспектів.
У січні 1962 року Хусейн призначив прем'єр-міністром молодого прозахідного політика Васфі аль-Таля. Аль-Таль прагнув здійснити широкомасштабні реформи, але пішов у відставку, коли Хусейну знадобилось зміцнити свої позиції внаслідок народних хвилювань, викликаних приходом 1963 року до влади в Іраку та Сирії партії Баас. На початку 1960-х років сталися перші прямі контакти між Йорданією та Ізраїлем, посередником до яких виступив особистий лікар Хусейна на ім'я Еммануїл Герберт. На переговорах, що відбулися під час візитів Хусейна до Лондона, король зазначив свою прихильність мирному врегулюванню ізраїльсько-палестинського конфлікту. Після таємного зближення з Ізраїлем Хусейн на самітах Ліги арабських держав (ЛАД) в Каїрі та Александрії 1964 року продемонстрував відкрите зближення з президентом Єгипту Гамалем Абделем Насером. Це посилило популярність Хусейна як в Йорданії, так і в арабському світі в цілому. Його тепло зустрічали під час відвідування міст Західного берега. На саміті 1964 року була створена Армія визволення Палестини (АВП) та Організація визволення Палестини (ОВП), а Йорданія приєдналася до Об'єднаного арабського військового командування, створеного за одностайною резолюцією тринадцяти держав-членів ЛАД. Під час саміту Насер також намагався переконати Хусейна купувати радянську зброю, замість обіцяних американцями (за умови, що вони не використовуватимуться на Західному березі проти Ізраїлю) танків та реактивних літаків.
Новостворена ОВП визначила себе представником палестинського народу, що не відповідало претензіям Йорданії на суверенітет на Західному березі. ОВП висунула вимоги йорданській владі легалізувати її діяльність, включно до створення палестинських збройних формувань для боротьби з Ізраїлем, але вимоги було відхилено.

### Інцидент Саму
Палестинська націоналістична організація ФАТХ зі складу ОВП розпочала в січні 1965 року транскордонні напади на Ізраїль, що, у свою чергу, викликало репресивні ізраїльські операції на території Йорданії. Одною з таких репресивних операцій був так званий «інцидент Саму», рейд, розпочатий Ізраїлем 13 листопада 1966 року на контрольованому Йорданією Західному березі біля міста Ас-Саму після вбивства наземною міною ФАТХа трьох ізраїльських вояків. Напад призвів до значних жертв серед арабів. Ізраїльський письменник Аві Шлаїм стверджує, що відповідь була непропорційною і що ізраїльським лідерам було відомо від Хусейна, що він робить усе можливе, аби запобігти таким нападам. Інцидент викликав запеклу місцеву критику Хусейна і відчуття, що ізраїльтяни його зрадили, він мав підозру, що Ізраїль змінив своє ставлення до Йорданії і має намір захопити Західний берег. Тодішній начальник генерального штабу Армії оборони Ізраїлю Іцхак Рабин, пізніше визнав непропорційність ізраїльської реакції і зауважив, що операцію краще було б спрямувати проти Сирії, яка підтримувала такі напади: «У нас не було ані політичних, ані військових причин йти на конфронтацію з Йорданією або принижувати Хусейна». Хусейн згодом заявив, що під час спілкування з представниками Ізраїлю попереджував, «що не зможе прийняти серйозний каральний рейд, і вони сприйняли логіку цього і пообіцяли, що такого ніколи не станеться».
Події в Саму викликали широкомасштабні антихашимітські протести на Західному березі, Хусейну закидали некомпетентність у захисті від Ізраїлю, бунтівники нападали на урядові установи, скандували пронасерівські гасла та закликали до вбивства Хусейна як іракського прем'єр-міністра Нурі аль-Саїда, що загинув 1958 року разом з іракською королівською родиною. Йорданці вважали, що після цього інциденту Ізраїль піде на Західний берег, незалежно від того, чи приєдналася Йорданія до війни. Зусилля короля Хусейна спрямовані на досягнення мирних відносин з Ізраїлем призвели до великого невдоволення арабських лідерів, президент Єгипту Насер засудив Хусейна як «імперіалістичного лакея». На зустрічі з американськими чиновниками Хусейн, іноді зі сльозами на очах, казав: «Зростаючий розкол між Східним та Західним берегом зруйнував мої мрії» і «Армія близька до відчаю i не має більше довіри до мене». На цьому тлі Хусейн 30 травня 1967 року вирушив до Каїра, поспіхом підписав єгипетсько-йорданський договір про взаємну оборону та повернувся додому до вітань натовпу. Шлаїм вважає, що Хусейн мав можливості убезпечити країну від війни, але допустився двох помилок: перша полягала в тому, що за угодою йорданську армію віддано під єгипетське командування, друга — дозвіл на передислокацію іракських військ до Йорданії, що викликало підозри з боку Ізраїлю. Єгипетський генерал Абдул Мунім Ріяд прибув до Йорданії і прийняв командування армією відповідно до підписаного з Єгиптом пакту.

### Шестиденна війна
Докладніше: Шестиденна війна

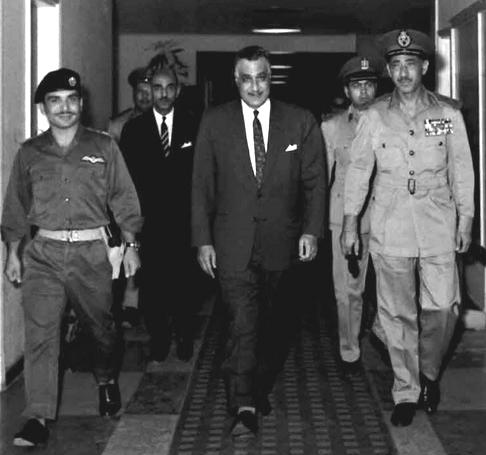
Король Хусейн, президент Насер та фельдмаршал Амер перед укладанням єгипетсько-йорданського пакту. 30 травня 1967 р.

У вересні 1963 Хусейн мав таємні зустрічі з ізраїльським міністром закордонних справ Голдою Меїр та з прем'єром Леві Ешколем, на яких обговорювалися можливості мирного врегулювання конфлікту. Як стало відомо американському послу в Йорданії Фіндлі Бернсу та резиденту ЦРУ в Аммані Джеку О'Коннелу під час інциденту Саму, постійні контакти з міністром іноземних справ Ізраїлю Аббою Евеном не переривалися принаймні до листопада 1966 року. Ґрунтуючись на змісті цих перемовин і листуванні, Ізраїль до останнього часу сподівався на збереження Йорданією нейтралітету.
Шестиденна війна почалася 5 червня 1967 року, коли Ізраїль атакував єгипетські аеродроми і знищив єгипетські повітряні сили. Але єгипетський командувач з Каїра повідомив генерала Абдул Мунім Ріяда, що ізраїльський напад зазнав провалу і ізраїльські ВПС майже знищені. Ґрунтуючись на отриманій інформації, генерал Ріяд віддав наказ йорданській армії перейти в наступ і атакувати цілі навколо Єрусалиму. Йорданські винищувачі-бомбардувальники Hawker Hunter здійснили один бойовий виліт і були знищені ізраїльтянами, коли повертались на дозаправку. Така ж доля спіткала авіацію Сирії та Іраку. Повітряна перевага Ізраїлю в перший день війни стала вирішальною. Два ізраїльські реактивні літаки намагалися вбити особисто Хусейна, один з літаків було збито вогнем зенітної артилерії, а інший завдав удару безпосередньо по офісу Хусейна в королівському палаці. Хусейна в офісі на той час не було, представник ЦРУ в Аммані Джек О'Коннелл негайно натиснув на ізраїльтян і спроби припинилися. Хоча йорданські військові мали розроблену стратегію дій, єгипетський командувач Ріяд, введений в оману інформацією з Єгипту, наполіг на власній стратегії, що врешті призвело до важких для Йорданії наслідків.
До 7 червня бойові дії призвели до відступу йорданських військ із Західного берега, Старе місто Єрусалима і Купол Скелі після відчайдушних боїв також були залишені. Для посилення контролю над захопленою територією Ізраїль підірвав мости через Йордан. Йорданія зазнала серйозних економічних втрат лишившись Західного берега, внесок якого складав 40 % ВВП Йорданії у туристичному, промисловому та сільськогосподарському секторах. Близько 200 000 палестинських біженців опинилися в Йорданії і це дестабілізувало її демографічні показники. Втрата Єрусалиму була критична для Йорданії і особливо болісна для Хусейна, який мав підтримувати хашимітську опіку над мусульманськими та християнськими святинями в Єрусалимі, а мечеть Аль-Акса є третім за важливістю святим місцем ісламу, пов'язаним з піднесенням пророка Мухаммед на небо. До 11 червня Ізраїль отримав рішучу перемогу, захопивши Західний берег у Йорданії, Газу та Синай у Єгипту, а також Голанські висоти у Сирії. Насер і Хусейн, визнаючи свою поразку, були змушені до більш поміркованої політики.
22 листопада 1967 р. Рада Безпеки ООН схвалила резолюцію 242, що стала одним з основних принципів зовнішньої політики Йорданії. Резолюція засудила захоплення та закликала Ізраїль покинути окуповані у війні 1967 року території. Ізраїль резолюцію відхилив. У 1968 та 1969 роках Хусейн відновив переговори з представниками Ізраїлю, але вони так і не призвели до зміни статусу Західного берега.

### Чорний вересень
Докладніше: Чорний вересень

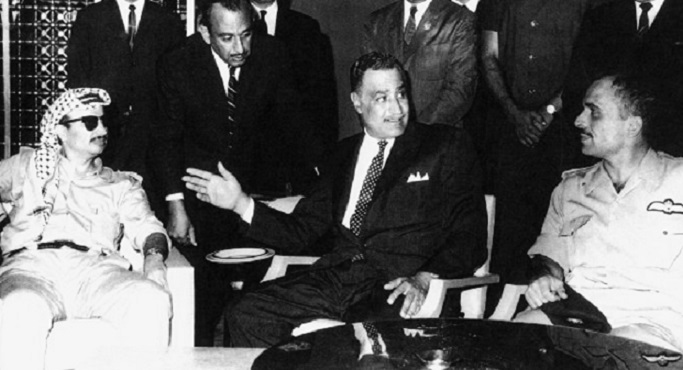
Чорний вересень 1970 р. Перемир'я між Ясіром Арафатом (ліворуч) і Хусейном (праворуч) при посередництві Гамаля Абдель Насера

Після втрати Йорданією контролю над Західним берегом річки Йордан внаслідок Шестиденної війни, палестинські бойовики, відомі також як палестинські фідаїни перемістили свої бази в Йорданію і активізували свої напади на Ізраїль та окуповані Ізраїлем території. Одна з репресивних операцій Ізраїлю проти фідаїнів, напад 1968 року на табір Організації визволення Палестини (ОВП), розташований в Караме, йорданському містечку біля кордону з Західним берегом, перетворилася на повномасштабний 15-годинний бій. Хоча обидві сторони вважали себе переможцями, бій біля Караме, сприйнятий як спільна перемога Йорданії та палестинців, викликав зростання підтримки палестинських бойовиків у Йорданії. Позиції ОВП в Йорданії зміцнились і на початку 1970 року угруповання з ОВП почали відкрито закликати до повалення Хашимітської монархії. Бойовики ігнорували місцеві закони та правила, діяли як держава в державі, скоїли декілька замахів на вбивство короля Хусейна, що призвело до насильницьких зіткнень між ними та йорданською армією в червні 1970 року.
Хусейн прагнув позбутися бойовиків і вигнати їх з країни, але вагався завдати удар, побоюючись, аби його дії не прирівняли до репресій проти звичайних палестинських біженців. 6-13 вересня 1970 року терористи Народного фронту визволення Палестини (НФВП) викрали три цивільних літаки і, примусивши їх сісти на військовому аеродромі біля Зарка, взяли іноземців у заручники, а потім підірвали літаки перед міжнародною пресою (т. зв. «захоплення літаків на Доусонс Філд»). Чаша терпіння короля Хусейна переповнилася і він наказав армії діяти.
17 вересня йорданська армія оточила і почала обстріл баз бойовиків ОВП, розташованих в таборах палестинських біженців, в тому числі в Аммані та Ірбіді. Наступного дня сирійські сили з Армії визволення Палестини почали просуватися до Ірбіду, який бойовики оголосили «звільненим» містом. 22 вересня, внаслідок повітряного і наземного наступу йорданської армії, що завдала сирійцям важких втрат, сирійські війська відійшли. Дипломатичний тиск інших арабських країн змусив Хусейна до припинення бойових дій. 13 жовтня він підписав угоду з Арафатом, що регулювала присутність бойовиків ОВП в країні. Проте вже в січні 1971 року йорданська армія відновила бойові дії. Фідаїнів виганяли з одного за іншим міст, аж поки 17 липня 2000 бойовиків опинилися в оточенні в лісі поблизу Айлуна, відзначивши кінець конфлікту.
Король Хусейн дозволив бойовикам ОВП виїхати через Сирію до Лівану, де згодом вони взяли участь у Громадянської війни 1975 року в Лівані.
В промові 15 березня 1972 року перед йорданським парламентом Хусейн запропонував створити «Об'єднане Арабське королівство». На відміну від унітарної держави, що існувала у складі Йорданії та Західного берега річки Йордан з часу його анексії Йорданією 1950 року, план передбачав федерацію двох утворень по різні береги. Згідно з пропозицією, обидва регіони мали бути автономними, за винятком військових та закордонних справ і питань безпеки, які належали компетенції центрального уряду в Аммані. Проте здійснення плану було обумовлено досягненням мирної угоди між Ізраїлем та Йорданією і, зрештою, пропозиція Хусейна була відхилена Ізраїлем, ОВП та кількома арабськими державами.

### Війна Судного дня
Докладніше: Війна Судного дня
Переговори між арабськими країнами та Ізраїлем ініційовані після війни 1967 року Гуннаром Яррінгом, спеціальним представником Генерального секретаря ООН з урегулювання Близькосхідного конфлікту, зайшли в глухий кут. Це призвело до відновлення побоювань нової війни між арабськими країнами та Ізраїлем. Стурбований можливістю затягування непідготованої Йорданії у війну, Хусейн відрядив в грудні 1972 року Заїда аль-Ріфаї до єгипетського президента Анвара Садата, аби з'ясувати ситуацію. Садат повідомив аль-Ріфаї, що планує обмежене вторгнення на Синай, і запросив його та короля Хусейна на саміт 10 вересня 1973 року разом з новообраним президентом Сирії Хафезом аль-Асадом. Саміт завершився відновленням зв'язків між Йорданією, Єгиптом та Сирією. Садат розкрив Асаду та Хусейну наміри майбутніх військових дій. Хусейн відхилив прохання Садата про повернення фідаїнів в Йорданію, але погодився, в разі військової операції, надати обмежену допомогу сирійцям у обороні Голанських висот.
Єгипет та Сирія розпочали війну Судного дня 6 жовтня 1973 року на Синаї та Голанських висотах не попередивши Хусейна. Напередодні війни, 25 вересня 1973 року, Хусейн таємно зустрівся із ізраїльським прем'єр-міністром Голдою Меїр у Тель-Авіві. Виток інформації щодо ізраїльської зустріч викликав чутки в арабському світі, нібито Хусейн повідомив Меїр про арабські наміри. Насправді ж Хусейн лише обговорював з Меїр те, що було відомо і раніше, завдяки даним військової розвідки Ізраїлю АМАН: що сирійська армія напоготові. 13 жовтня Йорданія приєдналася до війни і доправила 40-у бригаду для надання допомоги сирійцям на Голанських висотах. Це була та сама бригада, яка стримувала сирійське вторгнення під час чорного вересня 1970 року. Наступні мирні переговори з Ізраїлем провалилися: Йорданія бажала повного виходу Ізраїлю з Західного берега, Ізраїль вважав за краще підпорядкувати регіон йорданській адміністрації, але залишити за собою військовий контроль.
На саміті Ліги арабських країн 1974 року, що відбувся в Марокко 26 жовтня, марокканська влада виявила та попередила замах на вбивство Хусейна, спланований ФАТХом. Це не завадило Хусейну приєднатися до саміту, проте на дипломатичному фронті король зазнав поразки: Йорданія була врешті змушена приєднатися до всіх інших арабських країн, визнавши ОВП «єдиним представником палестинського народу». Відносини між Йорданією та Сполученими Штатами погіршились, коли Йорданія відмовилася приєднатися до Кемп-Девідських угод. Угоди склали мирний договір між Єгиптом та Ізраїлем, і дозволили вивести ізраїльські війська з Синаю, але створення на Західному березі палестинського самоврядування суперечило прагненням Хусейна.

### Долучення до мирних ініціатив
Коли ОВП перебралася 1970 року з Йорданії до Лівану, відновилися її напади та контрнаступи Ізраїля вже на півдні Лівану. Два найбільші ізраїльські вторгнення до Лівану відбулися 1978 та 1982 року, останній конфлікт стурбував Хусейна, оскільки ізраїльська армія дісталась Бейрута. Розгромлена ОВП мала залишити Ліван, і міністр оборони Ізраїля Аріель Шарон запропонував перевезти їх до Йорданії, яка після повалення монархії слугуватиме «альтернативною палестинською батьківщиною». Шарон вихвалявся: «Одна бесіда зі мною дозволить королю Хусейну усвідомити, що настав час пакувати валізи». Проте Арафат відкинув пропозицію Шарона, фідаїни під американським захистом були доправлені до Тунісу.
1983 року американський президент Рональд Рейган запропонував мирний план, що отримав назву «план Рейгана», подібний до висунутого Хусейном плану федерації 1972 року. Хусейн і Арафат погодились на цей план, але виконавчий комітет ОВП його відкинув. За півтора року нові спроби Хусейна досягти миру завершилися укладанням угоди Йорданія — ОВП, спрямованої на мирне врегулювання ізраїльсько-палестинського конфлікту, що стала безпрецедентною подією для ОВП та дипломатичною перемогою Йорданії. Але угода не отримала підтримки ані з боку Ізраїлю, ані від Сполучених Штатів чи Радянського Союзу. Наступні переговори між ОВП та Йорданією руйнувалися через відмову ОВП йти на поступки і врешті Хусейн оголосив про припинення політичної координації з керівництвом ОВП. На прохання тодішнього міністра оборони Ізраїлю Іцхака Рабина, подане на таємній зустрічі з Хусейном, Йорданія закрила офіси ОВП в Аммані. Водночас, Хусейн оголосив п'ятирічний план розвитку Західного берега, що передбачав інвестування 1,3 мільярда доларів, намагаючись тим самим зміцнити свій імідж серед мешканців Західного берега.

### Саддам Хусейн
1978 року Хусейн вперше після липневого 1958 року перевороту відвідав Багдад, де познайомився з іракським політиком, лідером партії БААС Саддамом Хусейном. 1979 року Саддам став президентом Іраку, а роком пізніше розпочав ірано-іракську війну, що тривала з 1980 по 1988 рр. Король Хусейн підтримав вторгнення в Іран через побоювання експорту ісламського радикалізму в інші країни Близького Сходу. В цей час особиста дружба, що пов'язувала Хусейна з Саддамом перетворилася на стратегічне партнерство їхніх країн. Відносини між Хусейном та Саддамом стали дуже близькими — Хусейн відвідав Багдад 61 раз з 1980 по 1990 рр., а Саддам за його допомогою контактував з такими країнами, як США та Британія. У червні 1982 року, коли перемога Ірану здавалася неминучою, Хусейн особисто надав Саддаму дані супутникової розвідки, надіслані йому США. Йорданія забезпечила економічну підтримку Іраку у вигляді доступу до йорданського порту Акаба та маршрутів вантажних перевезень. У свою чергу, Саддам продавав до Йорданії нафту за пільговою ціною, стимулював йорданський експорт до Іраку, який становив чверть всього експорту Йорданії (в 1989 році на суму 212,3 мільйона доларів) і надавав Йорданії фінансову допомогу в той час, коли Хусейн вважав принизливим отримувати її у країн Перської затоки.

### Заворушення 1989 року
Відокремлення від Західного берега призвело до уповільнення економіки Йорданії. Йорданський динар втратив 1988 року третину своєї вартості, а зовнішній борг Йорданії досяг розміру вдвічі більшого за ВВП. Йорданія запровадила суворі заходи для боротьби з економічною кризою. 16 квітня 1989 року уряд збільшив ціни на бензин, ліцензійні збори на алкогольні напої та сигарети з 15 % до 50 %, аби збільшити доходи відповідно до угоди з МВФ. Угода з МВФ передбачала реструктурізацію йорданського боргу в розмірі 6 мільярдів доларів США та отримання кредиту на суму 275 мільйонів доларів США упродовж 18 місяців. 18 квітня заворушення в Ма'ані розповсюдилися на інші південні міста, Аль-Карак і Тафіла, де, за повідомленням «Нью-Йорк Таймс», близько 4 тисяч людей вийшли на вулиці та зіткнулися з поліцією, внаслідок чого загинули 6 протестувальників, 42 отримали поранення, а також було вбито 2 і поранено 47 поліцейських.
Попри те, що протести були спричинені погіршенням економічної ситуації, вимоги натовпу стали політичними. Протестувальники звинуватили уряд Заїда аль-Ріфаї в корупції та зажадали скасування воєнного стану, започаткованого 1957 року, і відновлення парламентських виборів. Останні парламентські вибори відбулися 1967 року, невдовзі Йорданія втратила Західний берег, а коли термін повноважень парламенту 1971 року закінчився, вибори не могли відбутися через окупацію Західного берега Ізраїлем. Після відокремлення Західного берега від Йорданії 1988 року його статус більше не впливав на можливість парламентських виборів. Хусейн поступився вимогам, звільнив аль-Ріфаї і доручив Заїду ібн Шейкеру формування нового уряду. Кабінет міністрів прийняв поправки до виборчого закону, що усунули статті стосовно представництва Західного берега в парламенті. У травні 1989 року, напередодні виборів, Хусейн оголосив про намір призначити королівську комісію з 60 осіб для розробки реформаторського документа, названого Національною хартією. Національна хартія мала встановити графік дій щодо демократизації. Хоча більшість членів комісії були лояльні режиму, серед них була також низка опозиційних діячів та дисидентів. Парламентські вибори відбулися 8 листопада 1989 року, після 22-річної перерви. Національна хартія була розроблена та ратифікована парламентом 1991 року.

### Війна в Перській затоці
Докладніше: Війна в Перській затоці
Війна між Іраном та Іраком закінчилась угодою про припинення вогню під егідою ООН у липні 1988 року. Хусейн радив Саддаму після 1988 року поліпшити свій імідж на Заході, відвідавши інші країни, і виступити з промовою в Організації Об'єднаних Націй, але марно. Іраксько-йорданські стосунки 16 лютого 1989 року оформилися у Арабську Раду Співробітництва (АРС), до складу якої приєдналися також Єгипет та Ємен. Рада була створена на противагу Раді співробітництва Перської затоки. Вторгнення Саддама в Кувейт 2 серпня 1990 року призвело до Війни в Перській затоці — міжнародного втручання з метою деокупації Кувейту. Хусейн, на той час голова АРС і особистий друг Саддама, зустрівся 3 серпня з Саддамом з метою вплинути на ситуацію. Останній під час зустрічі заявив, що відведе іракські війська з Кувейту лише якщо арабські уряди утримаються від висловлення засудження та не залучать іноземні війська. Повертаючись з Багдада, Хусейн дізнався, що Єгипет вже офіційно засудив іракське вторгнення. Президент Єгипту Хосні Мубарак відмовився змінити свою позицію і закликав до безумовного виведення Іраку з Кувейту. Саміт Ліги арабських країн, що відбувся в Каїрі, також засудив дії Іраку більшістю у чотирнадцять голосів, всупереч попередженням міністра закордонних справ Йорданії Марвана аль-Касіма, що це рішення перешкоджає зусиллям Хусейна досягти мирного врегулювання. Кувейт і Саудівська Аравія не мали довіри до Хусейна, бо вважали, що він планує отримати частку кувейтського багатства.
6 серпня американські війська прибули на кордон Кувейту та Саудівської Аравії, висунуті Саддамом умови були проігноровані і роль Хусейна як посередника була підірвана. Тоді Саддам оголосив «незворотність» свого вторгнення і 8 серпня анексував Кувейт. Йорданія разом з міжнародною спільнотою відмовилася визнати цей крок. Але Сполучені Штати, зважаючи на нейтралітет Хусейна стосовно Саддама, скоротили свою фінансову допомогу Йорданії, а незабаром так само вчинили країни Перської затоки. Йорданський монарх опинився у складному становищі. Імідж Хусейна на міжнародній арені постраждав настільки серйозно, що в особистих бесідах обговорювалась можливість зректися престолу. Водночас, громадська думка Йорданії була переважно проти міжнародного втручання та проти правителів Перської затоки, антизахідні демонстрації заповнювали вулиці, а популярність Хусейна серед йорданців досягла свого зеніту. З Хусейном не погоджувався навіть його брат, принц Хасан, але король відмовився визнати дії Саддама злочинними. Оскільки економіка Йорданії глибоко залежала від торгівлі з Іраком, а її населення гаряче підтримувало Саддама Хусейна, король прагнув зіграти роль миротворця, але кожний його крок виявлявся марним. Наприкінці серпня та початку вересня Хусейн відвідав дванадцять західних та арабських країн, прагнучи сприяти мирному врегулюванню, і завершив тур безпосередньо в Багдаді, черговою зустріччю з Саддамом. Саддам був непохитним, але погодився на прохання Хусейна звільнити західних громадян, яких тримали заручниками. На тлі зростання загрози війни між Ізраїлем та Іраком в грудні 1990 року Хусейн попередив Саддама, що Йорданія не терпітиме жодних порушень своєї території. На кордоні з Іраком Йорданія розташувала бронетанкову дивізію, а старший син Хусейна, Абдалла, очолив вертолітну ескадрилью «Кобра». Йорданські війська також були зосереджені біля кордону з Ізраїлем. Додатковим погіршенням ситуації в Йорданії стало прибуття 400 000 палестинських біженців, що працювали в Кувейті. До 28 лютого 1991 року міжнародна коаліція очистила Кувейт від іракських військ.

### Мир із Ізраїлем
Йорданія долучилась до економічних санкцій проти Іраку, хоча санкції серйозно вплинули на її економіку. Наслідки війни в Перській затоці, санкції проти Іраку та потік біженців в Йорданію були оцінені в доповіді ООН як скорочення ВВП на 1,5 млрд доларів 1990 року та на 3,6 млрд доларів 1991 року. Закінчення війни в Перській затоці збіглося з закінченням «холодної війни». Це дозволило Сполученим Штатам взяти активнішу роль у вирішенні багаторічного ізраїльсько-палестинського конфлікту. В адміністрації Буша все ще обурювалися на Хусейна за поведінку під час війни в Перській затоці, але розуміли, що їм потрібна участь Йорданії в будь-якому мирному процесі. 

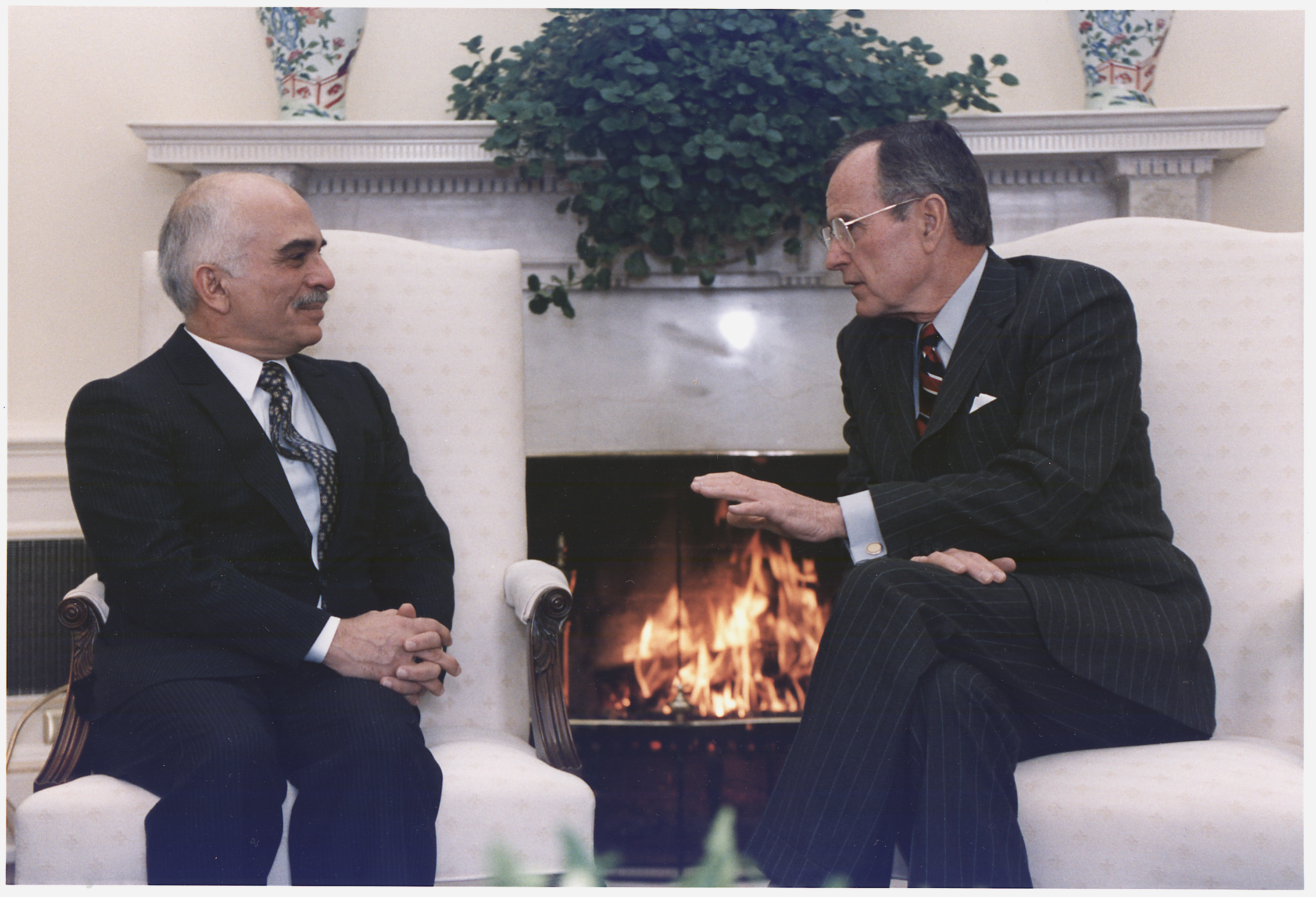
Король Хусейн та президент Джордж Г. В. Буш під час зустрічі 12 березня 1992 року

Хусейн погодився на запрошення США приєднатися до міжнародної мирної конференції, за умови відновлення йорданських відносин з Сполученими Штатами і припинення її політичної ізоляції. Рух Хусейна в напрямку демократії 1989 року та його позиція під час війни в Перській затоці 1990 року надали йому значної популярності у всьому політичному спектрі Йорданії. Але коли Хусейн замінив консервативного прем'єр-міністра Мудара Бадрана ліберальним палестинцем Тахером аль-Масрі, що виступав за мирні переговори з Ізраїлем, основна опозиційна група «Брати мусульмани», що на той час мала 22 з 80 місць у Палаті представників, рішуче відмовилися підтримати нового прем'єр-міністра і не взяла участь у Національному конгресі, де король сподівався зібрати підтримку мирному врегулюванню.
Оскільки Хусейн за станом здоров'я не міг безпосередньо брати участь у переговорах, свою позицію він передавав через брата Хасана. Після повернення з лікування до Йорданії 23 листопада 1992 року він виголосив незвичайно агресивну промову, в якій закликав екстремістів як справа, так і зліва припинити їхнє протистояння мирним переговорам, засудив недемократичний характер країн Перської затоки, і закликав Саддама до демократичних перетворень в Іраку. В липні 1992 року Іцхак Рабин з лівою партією Авода очолив ізраїльський уряд, домовився з представниками ОВП і уклав т. зв. угоди Осло 1993 року. Укладені таємно, без відома Хусейна, угоди між Арафатом і Рабином повністю маргіналізували Йорданію та палестино-йорданську делегацію в Вашингтоні.

Парламентські вибори, що відбулися 8 листопада 1993 року, були першими багатопартійними виборами з 1956 року, проте голосування за пропорційною системою було замінено суперечливою системою «одна людина — один голос». Остання була запроваджена для обмеження представництва ісламістської опозиції в Палаті представників, шляхом джеррімендерингу округів з палестинською більшістю та надання переваги незалежним кандидатам над партійними. 25 липня 1994 року Рабин і Хусейн зустрілися в Білому домі і підписали Вашингтонську декларацію, що оголосила закінчення стану війни між країнами. Наступні переговори завершилися підписанням 26 жовтня на церемонії у Ваді-ель-Араба ізраїльсько-йорданського мирного договору.

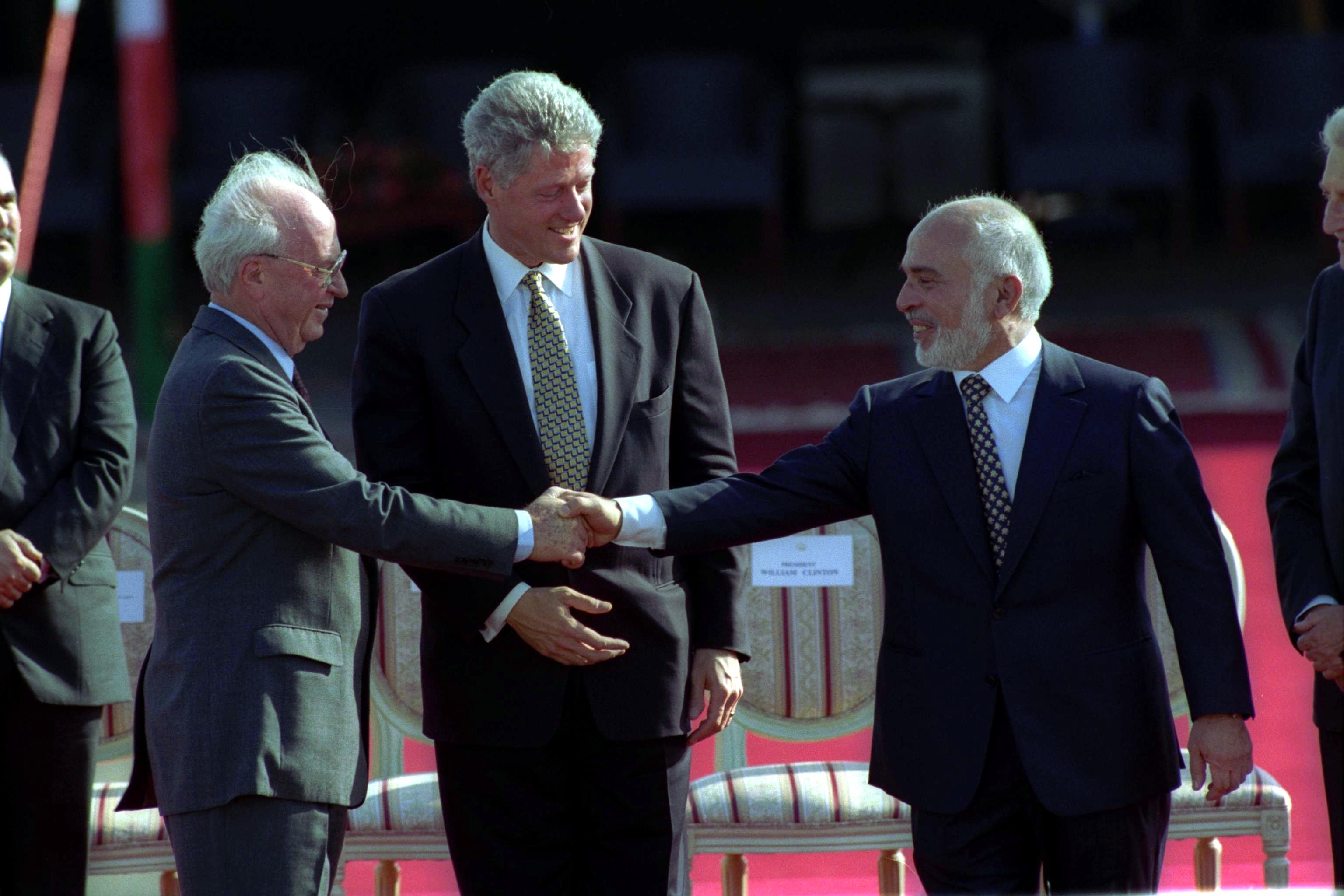
Король Хусейн, Білл Клінтон та Іцхак Рабин після підписання мирного договору

Цей договір став кульмінацією більш ніж 58 таємних зустрічей протягом 31 року між Хусейном та ізраїльськими лідерами. Між іншим, договір визнав роль Йорданії в опікуванні святими місцями Єрусалиму, що одразу викликало обурення Арафата. Відносини Йорданії зі США значно поліпшилися, Конгрес США скасував 700 мільйонів доларів боргу Йорданії, а адміністрація Білла Клінтона дозволила істотний обсяг допомоги Йорданії.
Після 1995 року Хусейн все більше критикував іракський режим Саддама Хусейна. 4 листопада 1995 року Іцхак Рабин був вбитий єврейським екстремістом, що намагався підірвати мирний процес з палестинцями. Хусейну було запропоновано виступити під час похорону Рабина і це стало його першим перебуванням в Єрусалимі з 1967 року. В своїй промові Хусейн окреслив паралелі між вбивством Рабина та вбивством 1951 року короля Абдалли I, також прихильного до мирного врегулювання конфлікту.
Президента Сирії Хафез аль-Асад вороже поставився до підписання Йорданією мирного договору з Ізраїлем. ЦРУ надало у грудні 1995 року королю докладний звіт, в якому попереджувало про підготовку сирійського замаху на вбивство його та його брата Хасана. За місяць ЦРУ у наступному звіті, попередило про іракську змову атакувати західні установи у Йорданії, для підриву йорданської безпеки через підтримку іракської опозиції.

### Інциденти з Ізраїлем
Стосунки Хусейна з ізраїльським прем'єром Нетаньягу були напруженими. Дії Ізраїлю 1996 року в Південному Лівані, рішення уряду Лікуда про будівництво у Східному Єрусалимі та події навколо Храмовій горі, де після будівництва ізраїльського тунелю виникли зіткнення між палестинською та ізраїльською поліцією, викликали бурхливу критику Нетаньягу в арабському світі. 9 березня 1997 року Хусейн надіслав Нетаньягу листа, де висловив своє розчарування ізраїльською політикою.
Чотири дні по тому, 13 березня, йорданський солдат, що патрулював йордансько-ізраїльський кордон, відкрив вогонь з автоматичної гвинтівки М-16 по автобусу з екскурсією і вбив сім та поранив шість ізраїльських школярок. Король негайно перервав офіційний візит до Іспанії і, повернувшись додому, вирушив до ізраїльського Бейт-Шемеша, аби висловити співчуття родинам загиблих ізраїльських дітей. Він став на коліна перед рідними і сказав, що цей інцидент став «злочином, який є ганебним для всіх нас». «Я почуваюсь, ніби втратив власну дитину. Якщо життя має якусь мету, нею має бути прагнення, аби всі діти більше не страждали так, як це відбувається в нашому поколінні». Його жест був дуже тепло сприйнятий в Ізраїлі, Хусейн надав родинам загиблих компенсацію, загалом близько 1 мільйона доларів. Солдат був визнаний психічно хворим і за вироком йорданського військового трибуналу був позбавленний волі на 20 років. 12 березня 2017 року він вийшов з в'язниці, відбувши повний термін і жодним чином не шкодуючи про скоєне. Дехто в Йорданії, як і раніше, вважає його символом спротиву мирному договору 1994 року.
25 вересня 1997 року вісім агентів Моссад на території Йорданії здійснили замах на Халеда Машаля, лідера палестинського військового ісламського угруповання ХАМАС. Два агенти, що встигли отруїти Машаля, були затримані його охоронцями і передані йорданській поліції, ще чотири сховалися в ізраїльському посольстві і два перебували в готелі «Інтерконтиненталь». Кілька попередніх років йорданські спецслужби тісно та таємно, іноді з великим ризиком, співпрацювали з Ізраїлем та Заходом. Моссад мав в Аммані постійне таємне представництво, діяльність якого полягала в підтримці зв'язку зі службою безпеки Йорданії і запобіганні будь-яким спробам використання Йорданії як стартового майданчика або транзитного маршруту для терористичних дій. Це було в спільних інтересах обох країн. Тому таємні диверсійні дії на його території були сприйняті Хусейном, як особиста образа. Впродовж двох днів йорданська сторона вимагала, а ізраїльська відмовлялася надати протиотруту. Хусейн зателефонував президенту Клінтону з проханням втрутитися, погрожуючи анулювати мирний договір, закрити посольство Ізраїлю та влаштувати публічний суд над двома захопленими агентами. Під тиском Сполучених Штатів ізраїльтяни змушені були врешті надати антидот і врятувати життя Машаля. Після важких чотириденних переговорів затримані агенти за посередництва президента Клінтона були звільнені в обмін на кілька десятків йорданських та палестинських в'язнів, в тому числі шейха Ахмеда Ясина, засновника та духовного лідера руху ХАМАС. Прем'єр Нетаньягу вилетів в Амман, аби висловити вибачення брату короля, принцу Хасану, оскільки Хусейн від зустрічі відмовився. Ізраїльсько-йорданські відносини суттєво погіршились, їхній стан відкотився майже до рівня початку 90-х років.
Виступи в Йорданії проти мирного договору з Ізраїлем призвели до значного обмеження Хусейном свободи слова. На знак протесту йорданська опозиція бойкотувала парламентські вибори 1997 року. 1998 року Хусейн відповів відмовою на секретне прохання Нетаньягу про використання йорданського повітряного простору для авіаудару по Іраку, коли Саддама звинуватили у володінні зброєю масового знищення.

### Хвороба і смерть
В липні 1998 року Хусейну діагностували неходжкінську лімфому, тому тривалий час він перебував за межами Йорданії на лікуванні в клініці Майо в Міннесоті (США). Загалом за п'ять місяців Хусейн отримав шість курсів хіміотерапії. За його відсутності функції регента виконував спадковий принц Хасан бін Талал — брат короля. Коли король довідався про безнадійність операції та лікування лімфоми, то призначив спадкоємцем престолу свого сина від другої дружини, принца Абдаллу бін Хусейна. А на початку лютого монарх виявив бажання померти на батьківщині, у колі близьких йому людей. 5 лютого 1999 року король повернувся до Аммана. Деякий час його життя підтримувалось за допомогою апаратів штучного життєзабезпечення. 6 лютого принц Абдалла склав присягу, а вранці 7 лютого апарати, що підтримують життя монарха, були відключені.

## Особисте життя

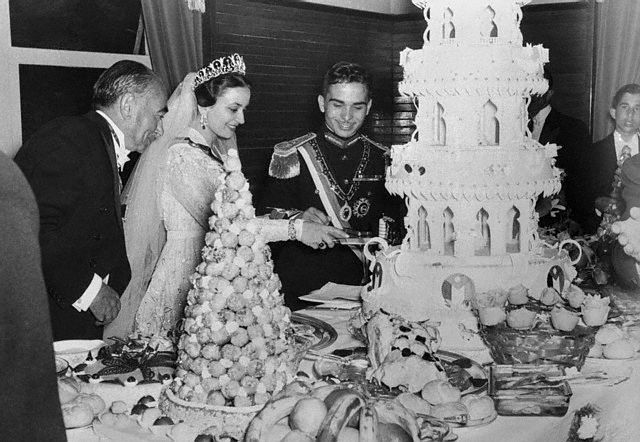
Весілля короля Хусейна та Діни Абдул-Хамід 1955 року

Король Хусейн був одружений чотири рази та мав 11 дітей:
- Діна бінт Абдул-Хамід[en] (народилася 1929 р., у шлюбі з 18 квітня 1955 р.) Діна, як і Хусейн, походила з роду Хашимітів. Навчалася у Кембриджському університеті, була викладачем англійської літератури в Каїрському університеті. Шлюб був недовгим, 1957 року подружжя розлучилося. Згодом Діна стала громадянкою Єгипту, а в жовтні 1970 року одружилася з підполковником Асадом Сулейманом Абд аль-Кадиром, більше відомим як Салах Тамарі, командиром палестинських бойовиків і значною фігурою в Організації визволення Палестини.
  - Дочка: Принцеса Алія бінт Хусейн (народилася 1956 р.).
- Антуанетта Гардінер (народилася 1941 р., у шлюбі з 25 травня 1961 р.), при одруженні отримала ісламське ім'я «Муна аль-Хусейн». Дочка британського офіцера, підполковника Волтера Персі Гардінера. Титул «Її Королівська Високість» принцеса Муна аль-Хусейн зберегла після розлучення, що відбулося 21 грудня 1971 р.
  - Діти: Король Хусейн і принцеса Муна з синами 1964 року

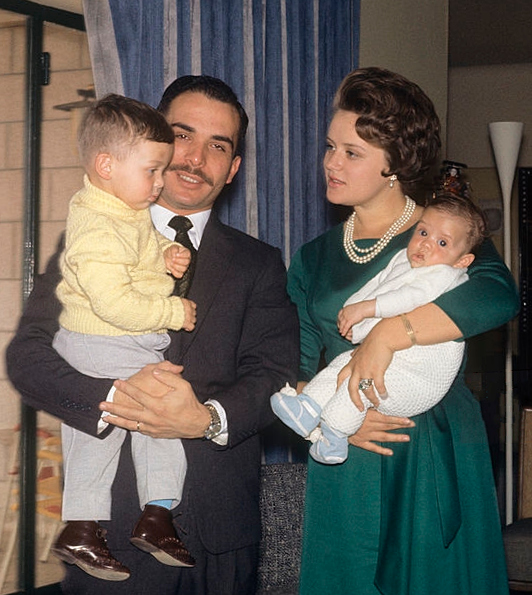
Король Хусейн і принцеса Муна з синами 1964 року

    - Абдалла II бін аль-Хусейн (народився 1962 р.). Сучасний король Йорданії.
    - принц Фейсал бін Хусейн (народився 1963 р.). Генерал-лейтенант, колишній командувач Королівськими ВПС. Чинний заступник Верховного головнокомандувача збройних сил Йорданії.
    - принцеса Айша бінт Хусейн (народилася 1968 р., близнюк Зейни).
    - принцеса Зейн бінт Хусейн (народилася 1968 р., близнюк Айши).
- Алія Баха ад-дін Тукан, королева Алія аль-Хусейн (1948—1977), у шлюбі з 24 грудня 1972 р., на її честь міжнародний аеропорт в Аммані названий «Королева Алія». Народжена в Єгипті, дочка першого посла Йорданії в ООН Саїда Баха уд-дін Тукана. Загинула під час катастрофи гелікоптера 1977 року.
  - Діти:
    - принцеса Хайя бінт Хусейн (народилася 1974 р.). Президент Міжнародної Федерації кінного спорту у 2008—2014 рр. Дружина шейха Мохаммеда бін Рашид аль-Мактума прем'єр-міністра та віце-президента Об'єднаних Арабських Еміратів, еміра Дубаю.
    - принц Алі бін Хусейн (народився 1975 року).
    - Абір Мухайзен, (1972 р. народження, прийнята за дочку 1976 р.). Мати Абір загинула внаслідок авіакатастрофи в палестинському таборі біженців в Аммані, Йорданія в 1976 році.
- Ліза Наджіб Халабі (народилася 1951 р., у шлюбі з 1978 р. до 1999 р.), у шлюбі отримала ісламське ім'я «королева Нур аль-Хусейн».[2] Дочка Наджіба Халабі, американця сирійського походження і матері шведки, народилась у Сполучених Штатах, закінчила Принстонський університет, архітектор за фахом.Король Хусейн готується до польоту на літаку Vampire у 1955 р.
  - Діти:

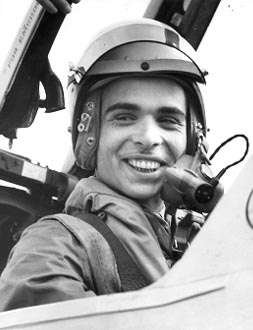
Король Хусейн готується до польоту на літаку Vampire у 1955 р.

    - принц Хамза бін Хусейн (народився 1980 р.).
    - принцеса Іман бінт Хусейн (народилася 1983 р.)
    - принцеса Райя бін Хусейн (народилася 1986 р.)

У січні 2018 року ЗМІ повідомляли, що розсекречені документи ЦРУ згадують про стосунки Хусейна 1959 року з американською акторкою єврейського походження Сюзен Кабот. Її адвокат стверджував, що Хусейн був батьком сина Сюзен Кабот. У 1986 Тімоті вбив свою матір. Він відбував ув'язнення за ненавмисне вбивство і помер у 2003.
Життя Хусейна І описано в численних книгах. Він сам також був автором трьох книг:
- «Нема спокою голові» (1962)[2][65] про своє дитинство та ранні роки після коронації
- «Моя війна з Ізраїлем» (1968)[2]
- «Моя робота — король» (1975)[2]

Упродовж життя король Хусейн був завзятим спортсменом, мотоциклістом і гонщиком, досвідченим авіатором, що вправно керував літаком і гелікоптером, також насолоджувався водними видами спорту, катанням на лижах та тенісом. Серед радіоаматорів світу був широко відомий його кличний знак JY1, він був членом Американської національної асоціації аматорського радіо. В останні роки життя король Хусейн захопився серфінгом у всесвітній мережі, висловлював глибоку вдячність Інтернету як силі прогресу та взаєморозуміння і, у зв'язку з цим, наказав надати доступ до Інтернету кожній школі в Йорданії.

## Військові звання
- Фельдмаршал (Йорданія, 11.08.1952)
- Маршал Королівських Йорданських ВВС (Йорданія);
- Головний маршал авіації (Велика Британія, 19.07.1966, почесне звання)[66]
- Фельдмаршал (Єгипет, 21.02.1955, почесне звання)

## Нагороди
- Коронаційна медаль короля Фейсала II (Королівство Ірак, 1953)
- Ланцюг ордена Хашимітів (Королівство Ірак, 1953)
- Велика стрічка ордена Two Rivers (Королівство Ірак, 1953)
- Великий хрест Королівського Вікторіанського ордена (GCVO) (Велика Британія, 1953)
- Бейліф Великого хреста Орден Святого Іоанна Єрусалимського (GCStJ) (Велика Британія, 1955)[67]
- Ланцюг ордена Нілу (Єгипет, 1955)
- Ланцюг ордена Військових заслуг (Іспанія, 1955)[68]
- Великий командор ордена Омеядів (Сирія, 1955)
- Великий командор ордена Незалежності (Туніс, 1956)
- Велика стрічка спеціального ордена Доброзичливих хмар (Республіка Китай, 1959)
- Ланцюг ордена Пехлеві (Іран, 1959)
- Стрічка ордена Мухаммадія (Марокко, 1960)
- Ланцюг Соломона (Ефіопія, 1960)
- Ланцюг ордена Ідриса I (Лівія, 1960)
- Ланцюг спеціального класу ордена Заслуг (Ліван, 1960)
- Великий ланцюг ордена короля Абдул Азіза (Саудівська Аравія, 1960)
- Великий ланцюг Бадра (Саудівська Аравія, 1960)
- Ланцюг національного ордена Заслуг (Гвінея, 1960)
- Великий хрест ордена Спасителя (Греція, 1960)
- Великий хрест ордена Леопольда I (Бельгія, 1964)
- Великий хрест ордена Нідерландського лева (Нідерланди, 1964)
- Ланцюг ордена святого Олафа (Норвегія, 1964)
- Великий ланцюг ордена Вежі й меча (GCollTE) (Португалія, 1964)
- Лицар ордена Золотої шпори (Ватикан, 1964)
- Велика стрічка ордена Корони Малайзії (DMN) (Малайзія, 1965)[69]
- Королівський Вікторіанський ланцюг (Велика Британія, 1966)
- Великий хрест ордена Почесного легіону (Франція, 1967)
- Великий хрест спеціального ступеню ордена За заслуги перед ФРН (ФРН, 1967)
- Ланцюг ордена Мубарака Великого (Кувейт, 1974)
- Ланцюг ордена Хризантеми (Японія, 1976)
- Великий ланцюг ордена Сікатуни (Філіппіни, 1976)[70]
- Ланцюг ордена аль-Халіфа (Бахрейн, 1976)
- Ланцюг ордена Ізабелли Католички (Іспанія, 1977)[71]
- Ланцюг ордена Незалежності (Катар, 1978)
- Велика стрічка ордена Югославської зірки (Югославія, 1979)
- Ланцюг ордена За заслуги перед Італією (Італія, 1983)[72]
- Лицар Великого хреста ордена Лазні (GCB) (Велика Британія, 1984)
- Лицар ордена Золотого руна (Іспанія, 1985)[73]
- Орден Білої троянди (Фінляндія) з ланцюгом (1987)[74]
- Премія принцеси Астурійської (Іспанія, 1995)[75]
- Філадельфійська медаль Свободи (США, 1996)[76]